# Moderación automática de contenidos
La Moderación Automática de Contenidos es el uso de las TICs para controlar la información generada por los usuarios (User Generated Content) en comunidades 2.0, con el objetivo de detectar y eliminar los contenidos inapropiados, como por ejemplo insultos, desnudos o spam. Se suele utilizar en sitios de e-commerce, diarios digitales, blogs y otros sitios que permitan la participación activa de los usuarios. No sólo se pueden moderar mensajes o textos, sino también las imágenes y videos que se pretenden publicar.

## Tipos de moderación
En general, todo sitio que utilice la moderación manual se encuentra ante dos posibilidades:
1. Implementar una dinámica de pre-moderación, en donde el usuario pueda postear contenido, que será publicado una vez revisado por un moderador. Si la revisión determina que el contenido es apropiado, el mismo se publica, sino es rechazado. Este modelo es muy seguro, pero presenta el gran problema de la experiencia del usuario. Hoy por hoy, los usuarios están acostumbrados a la inmediatez y este modelo no cumple con este punto, ya que existe una demora entre el posteo de un contenido y su publicación o rechazo. El usuario debe esperar a que su comentario sea aprobado o bien rechazado. Este modelo generalmente tiene sentido para sitios para niños, donde resulta muy crítico que los contenidos sean apropiados, pero no para adultos.
2. La otra alternativa es implementar un sistema de post-moderación, en donde el contenido es publicado inmediatamente después de ser  posteado. En este sentido, la sensación del usuario es satisfactoria ya que su participación en línea es inmediata. Sin embargo, el tiempo que el moderador demora en revisar ese contenido y en analizar si es inapropiado o no, es un período de exposición en que ese contenido está en línea y es visto por toda la comunidad.
En conclusión, no importa el modelo que se elija, la moderación manual o bien atenta contra la experiencia de usuario, o bien implica un sitio inseguro, dada la posibilidad de mantener publicado contenido inapropiado.

## La moderación automática resuelve los problemas de la pre y de la post moderación
La moderación automática se presenta como la mejor solución, ya que se trata de un software que trabaja 24x7, sin la necesidad de mantener un equipo humano junto a esa cobertura.
Al responder de manera automática, se obtiene una respuesta inmediata, permitiendo una excelente experiencia de usuario (en el caso de la pre-moderación), y eliminando la ventana de exposición propia de un modelo de post-moderación.
Tratándose de sistemas desarrollados en arquitecturas altamente escalables, es también posible moderar picos de tráfico, sin tener que reorganizar equipos de moderadores con sobreturnos y pudiendo responder en tiempo real a los requisitos de moderación.
Finalmente,  estas características redundan en una significativa reducción de los costos destinados a la moderación.

## Beneficios
Entre sus beneficios principales se encuentran la reducción de los costos de moderación y del tiempo de exposición de contenidos inadecuados. Como beneficios adicionales, se pueden mencionar la protección de la imagen de la empresa, la eliminación de usuarios agresivos, el mayor interés de los anunciantes en publicar en el sitio, y la ausencia de los problemas legales que traería la publicación de contenido inapropiado.

## Desventajas
Un efecto no deseado es que, si el sistema de moderación automático no es diseñado adecuadamente, podría pasar por alto contenido que debe moderar, o incluso eliminar contenidos apropiados. Es por eso que se recomienda combinarlo con un proceso de moderación manual.